# おなじ空の下で (アルバム)
『おなじ空の下で』（おなじそらのしたで）は、JIGGER'S SONのアルバム。

## 概要
前作から4か月で発売のアルバムで、引き続きミニアルバム程度のサイズとなった。ほとんどがアマチュア時代のカセットアルバム『僕の宝物』収録曲のリメイクであり、「1枚目と併せて名刺代わり」としている。

## 収録曲
M-6を除く全作詞・作曲：坂本さとる。
1. 大丈夫
本作中唯一デビュー後に書かれた。遠距離恋愛がテーマだが、前向きな歌詞とメロディが評判となり人気が上昇。翌年急遽シングルカットされた。
2. コーヒーをいれよう
3. 君の詩 ｰきみのうたｰ
2番の「盗んだバイク」が出版倫理規定に触れていたため歌詞カードでは空白になっている。
4. 顔を上げて（アルバム・ヴァージョン）
同時発売されたシングルバージョンとはキー・構成が異なる。「What Can I Do?」の題でアマチュア時代から歌われてきた楽曲。ライブで様々なバージョンを披露してきたことから「両方録っちゃおう」となった。
5. ルビー
6. 雨の音を聞いている
作曲：坂本さとる&渡辺洋一
7. 月
8. 大丈夫 〜おなじ空の下
M-1のサビを引用したリプリーズ。

| スタブアイコン | サブスタブ | この項目は、まだ閲覧者の調べものの参照としては役立たない、アルバムに関連した書きかけの項目です。この項目を加筆・訂正などしてくださる協力者を求めています（P:音楽/PJ:アルバム）。 |